# نيما مختاري
نيما مختاري، من مواليد 10 مايو 1998م، وهو لاعب كرة قدم إيراني، شارك مع منتخب بلاده في كأس العالم تحت 20 سنة والتي أستضافته كوريا الجنوبية سنة 2017م، يلعب مع نادي غسترش فولاد منذ عام 2010م، ونقل إلى النادي للمحترفين سنة 2015م.

## مصدر
1. ↑  soccerway.com/players/nima-mokhtari/410757/
2. ↑  FIFA Tournaments - Players & Coaches - Nima MOKHTARI نسخة محفوظة 09 يوليو 2018 على موقع واي باك مشين.